# مقاطعة جاكسون (أركنساس)
مقاطعة جاكسون (بالإنجليزية: Jackson County)‏ هي إحدى مقاطعات ولاية أركنساس في الولايات المتحدة الأمريكية.